# Souls Triumphant
Pour plus de détails, voir Fiche technique et Distribution.
Souls Triumphant est un film muet américain réalisé par John B. O'Brien et sorti en 1917.

## Synopsis
Robert Powers se voue à une vie dissipée jusqu'à ce qu'il rencontre Lillian Vale, la fille du pasteur de St. Anthony. Lillian se marie avec Powers, décidée à le remettre dans le droit chemin. Quelques années plus tard, leur bonheur est menacé par l'apparition d'Hattie Lee, une ancienne maîtresse de Powers. Alors que Lillian est au chevet de son père mourant, Powers est séduit par Hattie Lee et ils partent pour la grande ville. Un soir, la maison prend feu et, lorsqu'il revient chez lui, il ne reste que des cendres. Très agité à l'idée que son fils a péri dans les flammes, Powers va demander pardon à sa femme et découvre qu'elle a sauvé la vie de l'enfant. La nature bienveillante de sa femme et l'amour de son fils lui font quitter son passé dissolu avec une âme triomphante.

## Fiche technique
- Titre original : Souls Triumphant
- Réalisation : John B. O'Brien
- Scénario : Mary H. O'Connor, d'après sa nouvelle The Little Savior
- Production : D. W. Griffith
- Société de production : Fine Arts Film Company
- Société de distribution : Triangle Distributing Corporation
- Pays d’origine :  États-Unis
- Langue : anglais
- Format : Noir et blanc - 35 mm - 1,37:1 - Muet
- Genre : drame
- Durée : 5 bobines
- Dates de sortie :  États-Unis : 20 mai 1917

## Distribution
- Lillian Gish : Lillian Vale
- Wilfred Lucas : Robert Powers
- Spottiswoode Aitken : Josiah Vale
- Louise Hamilton : Hattie Lee